# Altaíta
La altaíta es un mineral del grupo de los minerales sulfuros, químicamente un teluluro de plomo. Descubierto en 1845 toma su nombre de la localidad de Kazajistán donde se encontró.
Suele llevar impurezas como: Ag, Au, Cu, Fe, Se, S.

## Formación y yacimientos
Aparece típicamente en filones hidrotermales asociados a depósitos de oro y telurio. Suele estar asociado al cuarzo y a distintos sulfuros metálicos. Se ha encontrado asociado a oro puro.

## Usos
Es una importante mena metálica del plomo, además de por los metales preciosos que puede llevar asociado.